# Mechanicsville (Iowa)
Mechanicsville – miasto w Stanach Zjednoczonych, w stanie Iowa, w hrabstwie Cedar. W 2000 roku liczyło 1173 mieszkańców.